# Sebastiania bilocularis
Sebastiania bilocularis là một loài thực vật có hoa trong họ Đại kích. Loài này được S.Watson miêu tả khoa học đầu tiên năm 1885.